# ZINE
ZINE（ジン, / z iː n /ZEEN;英: Magazineまたは英: Fanzineの略）とは、個人または少人数の有志が、非営利で発行する自主的な出版物のことである。
作者自身の個人的な思いや考え、主張を色濃く反映した小冊子が多いが、内容も形式も自由とされる。主にコピー機やリソグラフ、家庭用のインクジェットプリンターなどで印刷し、ホチキスやクリップ等で簡素に製本された冊子の形態をとるものが多い。発行部数は100部以下で、まれに1000部以上となる場合もある。価格は無料・有料いずれの場合もあるが、有料の場合であっても営利を目的とはしていない。
分業化された商業出版に対し、ジンでは印刷・製本から流通まで、作品が読者に届くまでのあらゆる作業に作者自身が関与する。流通は個人間での直接の取引や、ジンの即売会（ジンフェスティバル）、ジン専門の書店で行われる。

## 歴史

### 英語圏におけるジン
19世紀後半から20世紀初頭のアメリカにおけるアマチュアプレス運動や、1920年代から1930年代にかけて続いた黒人によるハーレム・ルネサンスの文学雑誌など、経済的・政治的に疎外された人々が自らの主張を発信するためのメディアとして自主的に刊行した出版物が最も初期のジンのルーツとされる。
1930年代からはSFファンダムの作品発表・批評・交流の場として、ファンらが自主的に制作した「ファンジン（Fanzine）」が多数生まれ、そこから転じてジンという言葉が生まれた。
1970年代には労働者階級の間で政治的なメッセージ性を含むパンクが音楽・ファッションにとどまらずアートや文学も含む文化として流行となり、そのなかでパンクジンが多数刊行され、パンクファン達の情報交換やレビュー、交流のためのメディアとしてジンは機能した。
1990年代にはパンクの流れを受けたライオット・ガール（Riot Grrrl）運動と第三波フェミニズムの流れが起こり、ジンは女性達のつながりを生み出すメディアとして重要な役割を果たした。
これらの一連に流れのなかで、ジンはメインストリームの文化から疎外された人々のためのオルタナティブな存在として、個人の志向や政治的主張を強く表現するメディアとして、英語圏において独特の文化を形成した。
1980年代から1990年代にはコピー機やパーソナルコンピュータの普及により個人でもジンの制作が容易となり、ジンの人口は一気に拡大した。インターネット普及直前がジンの黄金期だった。
インターネット普及後、ジンで行われていたような表現活動はウェブジン・E-ZINEに移行し一時下火となったが、2010年代には紙の冊子としてのジンが再評価され、世界各地でジンフェスティバル（ジンの即売会）が開催されるなど、ジンのカルチャーが再び活発になりつつある。

## ジンの流通
ジンは、ジン・フェスティバルなどのイベントやZINEの専門店などで販売・配布される。通常の出版物の流通ルートを経由しないため、通常の書店では入手できない。
ジン・フェスティバルでは作者自身がテーブルの前に立ち直接作品を販売・配布する。2001年に始まったサンフランシスコ・ジン・フェスティバルは200以上の出展者が、2012年に始まったロサンゼルス・ジン・フェスティバルでも200以上の出展者が参加しており、米国最大のジンフェスティバルとされている。その他の大規模なZINEフェスティバルには、ブルックリン・ジン・フェスティバル、シカゴ・ジン・フェスティバル、フェミニスト・ジン・フェスティバル、アムステルダム・ジン・ジャム、スティッキー・ジン・フェアなどがある。
日本国内では吉祥寺ZINEフェスティバルなど各地で開催されるジン・フェスティバル、文学作品展示即売会「文学フリマ」、MOUNT ZINEなどのZINE専門書店で販売・配布される。

## 日本におけるジン
英語圏でのジンが日本に紹介される以前から、日本ではミニコミやリトルプレス、コミックマーケットを中心とした同人誌の文化が形成されており、ジンに類似しつつも独特の個人制作誌の文化を形成していた。
日本国内でも英語圏でのジンが輸入販売されていたが、その際はパンクジンが「パンク雑誌」と呼称されるなど、ジンという言葉自体が長らく日本語圏で紹介されないままいた。
本格的にジンが日本で紹介され始めたのは2000年代の終わり頃である。海外のアートやファッション業界からのジンへの注目が高まった時期でもあり、日本の雑誌やウェブメディアでもアートやファッションの文脈でジンが多く取り上げられた。しかし「写真やイラスト作品のポートフォリオ的なもの」「アーティストが作る冊子」「オシャレな人に人気」など、本来のジンの文化とは異なる切り取られ方をして紹介されることが多かった。このため本来のジンのカルチャーからは存在し得ないようなもの、たとえば有名人による高価な限定品のジンの販売が行われたり、企業の広報誌をジンと呼称する例が見られるなど、日本国内でのジンをめぐる認識には混乱が発生している。また、ギャラリーやアートスペースでジンの展示や販売会が行われるなど、ジンはアートに近接する領域のものとして扱われている。
2017年に野中モモ・ばるぼらによりジンを含む日本における多様な自主制作出版の流れをまとめた「日本のZINEについて知ってることすべて: 同人誌、ミニコミ、リトルプレス―自主制作出版史1960~2010年代」が発行され、2018年にはテレビ番組「タモリ倶楽部」で「自由すぎる出版物」としてジンとその専門店が紹介されている。いずれも本来のジンの定義により近いものであり、日本国内における認識には改善が見られつつある。
主要な発表の場としては、文学フリマがある。同じ「自主的な出版物」としてよく比較される同人誌が二次創作が主流であるのに対して、ZINEはオリジナル創作が中心であるという傾向の違いはあるが、明確な線引きはできない。

## 用語
- ファンジン（英: Fanzine）: SFなどのファンが制作した雑誌のこと。ジンの語源でもある。
- ジンスタ（英: Zinester）: ジンの制作者のこと。[注釈 1]
- パージン（英: Perzine）: 個人が制作したジンのこと。